# Parc national Cascada de Bassaseachic
Le parc national Cascada de Bassaseachic (espagnol : Parque nacional Cascada de Bassaseachic) est un parc national du Mexique situé au Chihuahua. Elle a une superficie de 58,02 km2 et a été créée en 1981. Elle protège la chute de Bassaseachic, qui avec un dénivelé de 246 m est la seconde du pays en hauteur. Il est administré par la Comisión Nacional de Áreas Naturales Protegidas.